# Velije
Velije (cyr. Велије) – wieś w Bośni i Hercegowinie, w Republice Serbskiej, w gminie Ribnik. W 2013 roku liczyła 108 mieszkańców.